# 前26年
| 千纪： | 前1千纪 |
| 世纪： | 前2世纪 \| 前1世纪 \| 1世纪                                                                                |
| 年代： | 前50年代 \| 前40年代 \| 前30年代 \| 前20年代 \| 前10年代 \| 前0年代 \| 0年代                               |
| 年份： | 前31年 \| 前30年 \| 前29年 \| 前28年 \| 前27年 \| 前26年 \| 前25年 \| 前24年 \| 前23年 \| 前22年 \| 前21年 |
| 纪年： | 西汉河平三年                                                                                               |

## 大事记
- 罗马帝国
  - 屋大维开始在西班牙北部山区的战争。
- 汉朝
  - 汉成帝封楚王刘嚣之子刘勋为广戚侯。
  - 汉成帝诏命光禄大夫刘向校定经传、诸子、诗赋，步兵校尉任宏校定兵书，太史令尹咸校定数术，侍医李柱国校定方技。
  - 刘向作《洪范五行传论》十一篇。
  - 黃河決于平原县，流入濟南郡、千乘郡。

## 逝世
- 伽卢斯，古罗马政治家、演说家与诗人